# Hangul
Hangul (również hangŭl, hangeul, hangyl, kor. 한글 ha(ː)n.ɡɯɭ), w KRLD znany jako Dzosongyl (조선글 Chosŏn’gŭl, tsʰo.sʰɔn.ɡɯɭ) – alfabet koreański stworzony w XV wieku przez Sejonga Wielkiego; składa się z 24 znaków: 14 spółgłosek i 10 samogłosek. Jest jednym z niewielu alfabetów, które zostały stworzone sztucznie, a nie wyewoluowały z hieroglifów czy ideogramów, jak to się działo w przypadku większości współczesnych pism. Każda sylaba zapisywana jest jako blok, na polu kwadratu, składający się ze znaków alfabetu (tzw. jamo). Słowa w tym alfabecie zapisywać można poziomo lub pionowo.

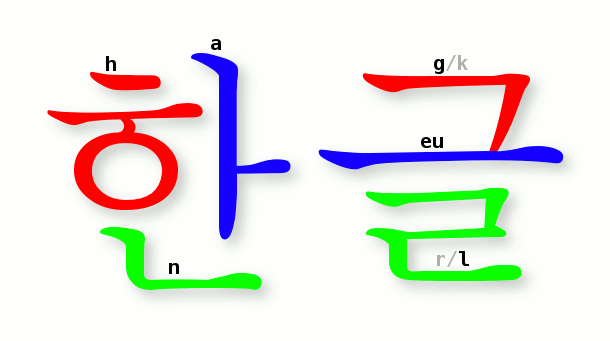
Słowo hangeul zapisane w alfabecie hangeul. Przy koreańskich literach podano ich odczytanie w transkrypcji poprawionej

- Nazwa hangeul (한글 [hanɡɯl]) została wymyślona przez Ju Si-gyeong w 1912 roku i oznacza w dawnym koreańskim „wielkie pismo”, a w dzisiejszym „koreańskie pismo”. Nazwa ta nie ma odpowiednika w chińskich znakach hancha. Słowo to jest transkrybowane w następujące sposoby:
  - Hangeul lub Han-geul w transkrypcji poprawionej używanej przede wszystkim w Republice Korei
  - Han’gŭl lub hangŭl w transkrypcji McCune’a-Reischauera (czasami zapisuje się bez znaków diakrytycznych: hangul), używanej przede wszystkim w Korei Północnej
  - Hankul w romanizacji Yale
  - Hangyl w transkrypcji polskiej
- Pierwotna nazwa brzmiała Hunmin Jeongeum
- Północnokoreańczycy preferują nazwę Chosŏn’gŭl (Dzosongyl) (조선글).

## Inne nazwy
Do wczesnych lat XX wieku hangul uważany był jako nieodpowiedni dla wykształconej elity, która preferowała tradycyjne pismo hancha. Określali go nazwami:
- Eonmun (hangul: 언문, hancha: 諺文 „niezgodne pismo”)
- Amgeul (암글 „pismo kobiece”; pisane także jako Amkeul 암클). Am (암) jest prefiksem określającym rzeczownik rodzaju żeńskiego
- Ahaetgeul lub Ahaegeul (아햇글 lub 아해글 „dziecięce pismo”)
- Achimgeul (아침글 „pismo, którego możesz nauczyć się w poranek”)
- Gugmun (hangul: 국문, hancha: 國文 „narodowe pismo”)

Nazwy te są obecnie uważane za archaiczne.

## Jamo
„Jamo” (자모; 字母) oznacza literę wchodzącą w skład alfabetu koreańskiego – ja znaczy litera lub znak, mo – matka.
Tekst zapisuje się tworząc kolejne sylabogramy (czyli zapisy poszczególnych sylab). Sylabogram zawiera litery odpowiadające poszczególnym głoskom składającym się na daną sylabę.
Występuje 51 jamo, z czego 24 są proste (nie złożone) i są odpowiednikami liter w alfabecie łacińskim. Pozostałe 27 jest złożeniami 2 lub 3 jamo podstawowych. Z 24 prostych jamo, 14 to spółgłoski (ja’eum; 자음; 子音; dosłownie „dźwięk dziecka”) a 10 to samogłoski (moeum; 모음; 母音; dosłownie „dźwięk matki”).
- 14 podstawowych spółgłosek
- 5 podwojonych spółgłosek
- 11 złożonych samogłosek
- 10 podstawowych samogłosek
- 11 dyftongów

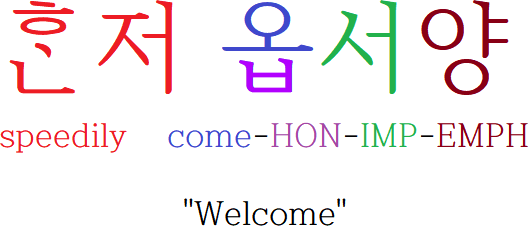
Tłumaczenie słowa witamy na język jejun-mal zapisane alfabetem hangul

Cztery z podstawowych samogłosek mają kształt, który nie należy do podstawowych (zawiera dodatkowe kreski oznaczające zmiękczenie głoski) ㅑ (ya), ㅕ (yeo), ㅛ (yo) oraz ㅠ (yu).

### Budowa jamo

#### Spółgłoski
Budowa podstawowych spółgłosek jamo opiera się na modelu fizycznej morfologii języka, podniebienia, zębów i gardła w trakcie wymawiania danej litery. Można je podzielić na pięć grup, każdą z podstawowym kształtem i jedną lub więcej formą pochodną z dodatkowymi kreskami. Nazwy w nawiasach to tradycyjna sinokoreańska terminologia lingwistyczna.
- Spółgłoski tylnojęzykowe (아음 ; 牙音 ; a-eum; „dźwięk trzonowy”):
  - ㄱ g, ㅋ k
  - Podstawowy kształt: ㄱ przedstawia tylną część języka dotykającą podniebienia miękkiego.
- Spółgłoski dziąsłowe (설음 ; 舌音 ; seol-eum; „dźwięk językowy”):
  - ㄴ n, ㄷ d, ㅌ t, ㄹ r/l
  - Podstawowy kształt: ㄴ przedstawia koniec języka dotykający dziąsła.
- Spółgłoski dwuwargowe (순음 ; 唇音 ; sun-eum; „dźwięk wargowy”):
  - ㅁ m, ㅂ b, ㅍ p
  - Podstawowy kształt: ㅁ przedstawia położenie warg.
- Spółgłoski zębowe (치음 ; 齒音 ; chieum; „dźwięk zębowy”):
  - ㅅ s, ㅈ j, ㅊ ch
  - Podstawowy kształt: ㅅ początkowo wyglądał /\. Przedstawia widok boczny zębów.
- Spółgłoski zwarte (후음 ; 喉音 ; hueum; „dźwięk gardłowy”):
  - ㅇ ng, ㅎ h
  - Podstawowy kształt: ㅇ przedstawia kształt gardła.

### Porządek alfabetyczny
W porządku alfabetycznym liter koreańskich nie miesza się ze sobą spółgłosek i samogłosek, jak dzieje się to w alfabetach opartych na znakach łacińskich czy cyrylicy. Spółgłoski znajdują się przed samogłoskami. Dzisiejsze ustawienie liter zostało określone w 1527 roku przez Choi Sejin. W obu Koreach istnieje trochę odmienne ich położenie, ale podstawowe jamo znajdują się na tych samych pozycjach.

#### Wersja południowokoreańska
Obecny porządek alfabetyczny spółgłosek jamo:
ㄱ ㄲ ㄴ ㄷ ㄸ ㄹ ㅁ ㅂ ㅃ ㅅ ㅆ ㅇ ㅈ ㅉ ㅊ ㅋ ㅌ ㅍ ㅎ
Podwójne spółgłoski występują zaraz po ich podstawowej wersji.
Samogłoski:
ㅏ ㅐ ㅑ ㅒ ㅓ ㅔ ㅕ ㅖ ㅗ ㅘ ㅙ ㅚ ㅛ ㅜ ㅝ ㅞ ㅟ ㅠ ㅡ ㅢ ㅣ

#### Wersja północnokoreańska
Spółgłoski:
ㄱ ㄴ ㄷ ㄹ ㅁ ㅂ ㅅ ㅇ ㅈ ㅊ ㅋ ㅌ ㅍ ㅎ ㄲ ㄸ ㅃ ㅆ ㅉ ㅇ
Pierwszy ㅇ reprezentuje końcowy dźwięk /ng/. Ostatnie ㅇ reprezentuje początkowy element graficzny o zerowej wartości fonetycznej. Podwojone jamo zajmują miejsca przed ostatnim ㅇ, ale po wszystkich podstawowych spółgłoskach.
Samogłoski:
ㅏ ㅑ ㅓ ㅕ ㅗ ㅛ ㅜ ㅠ ㅡ ㅣ ㅐ ㅒ ㅔ ㅖ ㅚ ㅟ ㅢ ㅘ ㅝ ㅙ ㅞ
ㅐ oraz ㅔ znajdują się po podstawowych samogłoskach, nie po odpowiadającymi im ㅏ i ㅓ.

#### Nazwy spółgłosek
| Litera | Nazwa południowokoreańska | Nazwa północnokoreańska |
| ------ | ------------------------- | ----------------------- |
| ㄱ     | giyeok (기역)             | gieuk (기윽)            |
| ㄴ     | nieun (니은)              | nieun (니은)            |
| ㄷ     | digeut (디귿)             | dieut (디읃)            |
| ㄹ     | rieul (리을)              | rieul (리을)            |
| ㅁ     | mieum (미음)              | mieum (미음)            |
| ㅂ     | bieup (비읍)              | bieup (비읍)            |
| ㅅ     | siot (시옷)               | sieut (시읏)            |
| ㅇ     | ieung (이응)              | ieung (이응)            |
| ㅈ     | jieut (지읒)              | jieut (지읒)            |
| ㅊ     | chieut (치읓)             | chieut (치읓)           |
| ㅋ     | kieuk (키읔)              | kieuk (키읔)            |
| ㅌ     | tieut (티읕)              | tieut (티읕)            |
| ㅍ     | pieup (피읖)              | pieup (피읖)            |
| ㅎ     | hieut (히읗)              | hieut (히읗)            |

| Litera | Nazwa południowokoreańska | Nazwa północnokoreańska |
| ------ | ------------------------- | ----------------------- |
| ㄲ     | ssanggiyeok (쌍기역)      | doengieuk (된기윽)      |
| ㄸ     | ssangdigeut (쌍디귿)      | doendieut (된디읃)      |
| ㅃ     | ssangbieup (쌍비읍)       | doenbieup (된비읍)      |
| ㅆ     | ssangsiot (쌍시옷)        | doensieut (된시읏)      |
| ㅉ     | ssangjieut (쌍지읒)       | doenjieut (된지읒)      |

#### Nazwy samogłosek
Nazwa samogłoski jest sylabą wywodzącą się z połączenia litery ㅇ (ieung) i danej samogłoski:
| Litera | Nazwa    |
| ㅏ     | a (아)   |
| ㅐ     | ae (애)  |
| ㅑ     | ya (야)  |
| ㅒ     | yae (얘) |
| ㅓ     | eo (어)  |
| ㅔ     | e (에)   |
| ㅕ     | yeo (여) |
| ㅖ     | ye (예)  |
| ㅗ     | o (오)   |
| ㅘ     | wa (와)  |
| ㅙ     | wae (왜) |
| ㅚ     | oe (외)  |
| ㅛ     | yo (요)  |
| ㅜ     | u (우)   |
| ㅝ     | weo (워) |
| ㅞ     | we (웨)  |
| ㅟ     | wi (위)  |
| ㅠ     | yu (유)  |
| ㅡ     | eu (으)  |
| ㅢ     | ui (의)  |
| ㅣ     | i (이)   |